# Nižný Hrušov
Nižný Hrušov es un municipio del distrito de Vranov nad Topľou en la región de Prešov, Eslovaquia, con una población estimada a final del año 2024 de 1501 habitantes.
Se encuentra ubicado en el centro-sur de la región, cerca del río Topľa (cuenca hidrográfica del río Tisza) y de la frontera con la región de Košice.

## Demografía
| Año        | 1994 | 2004    | 2014    | 2024    |
| ---------- | ---- | ------- | ------- | ------- |
| Población  | 1704 | 1666    | 1592    | 1501    |
| Diferencia |      | −2,23 % | −4,44 % | −5,71 % |

| Año        | 2023 | 2024    |
| ---------- | ---- | ------- |
| Población  | 1500 | 1501    |
| Diferencia |      | +0,06 % |